# گیته کروگ
گیته کروگ (انگلیسی: Gitte Krogh؛ زادهٔ ۱۳ مهٔ ۱۹۷۷) بازیکن فوتبال اهل دانمارک است.
از باشگاه‌هایی که در آن بازی کرده‌است می‌توان به باشگاه فوتبال ادنسه اشاره کرد.
وی همچنین در تیم ملی فوتبال زنان دانمارک بازی کرده‌است.